# João Gerdau
Johannes Heinrich Kaspar Gerdau, conhecido no Brasil como João Gerdau, Altona, 14 de novembro de 1849 — Porto Alegre, 24 de novembro de 1917) foi um agricultor prussiano, que emigrou para o Império do Brasil em 1869, tornando-se empresário.
É conhecido por ter colaborado com a formação inicial do Grupo Gerdau, atualmente o grupo siderúrgico líder de todas as Américas.
Nascido na província de Holstein, no reino da Prússia, filho de Johannes Gerdau e de Anna Focken, camponeses residentes em Neuenfelde, no reino de Hanôver. Concluiu curso técnico de contabilidade em uma escola técnica da cidade hanseática de Hamburgo, e mudou-se para o Império do Brasil em 1869, em busca de melhores condições de vida. Chegou na Colônia Santo Ângelo, localizada na cidade de Cachoeira do Sul, província de São Pedro do Rio Grande do Sul, atualmente sede da colônia pertencente ao município de Agudo.

## Emigração e investimento no comércio

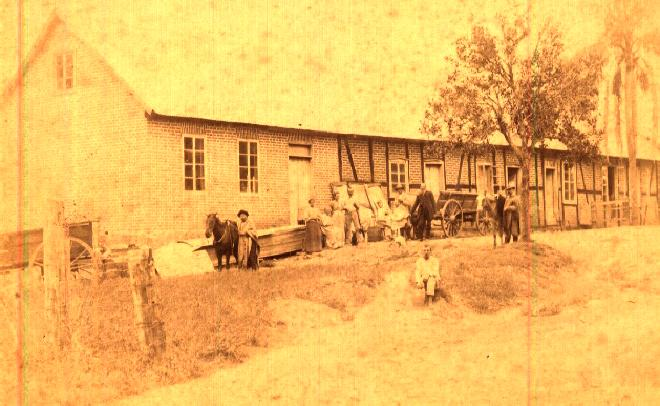
Residência e sede da empresa Sociedade Imobiliária João Gerdau & Cia. Colônia de Santo Ângelo, cidade de Cachoeira do Sul, 1885.

Gerdau adquiriu de Manuel Garcia uma propriedade, na chamada Picada Morro Pelado, no município de Agudo, onde fixou residência e sua casa comercial. Na década de 1870 fundou a empresa João Gerdau & Cia, pela qual se dedicou ao comércio colonial e à colonização particular.
Em 9 de fevereiro de 1875 João tornou-se um dos fundadores da Männergesangverein Hoffnung, o Coral Esperança, uma pequena sociedade. Na ata de fundação constavam ainda as assinaturas de outras trinta pessoas. Mais tarde foi realizada uma nova assembleia, na qual foram elaborados os estatutos e eleitos os nove membros da diretoria. Com quatro votos, João Gerdau foi eleito tesoureiro.
Em 1883 João Gerdau montou uma nova casa comercial, situada na esquina da rua Sete de Setembro, defronte ao Mercado Público em Cachoeira do Sul. Comercializavam-se cevada, trigo, arroz, centeio, feijão, milho, etc. A antiga empresa em Agudo serviu ainda, durante muitos anos, como posto de compra de produtos coloniais, que eram enviados para o posto comercial de Cachoeira do Sul.
Em 1895 Gerdau ingressou em Porto Alegre, onde se tornou sócio de uma empresa atacadista, formando a Gerdau & Naschold, que atuava com artigos “Seccos e Molhados en gros”. Estava situada na rua Pinto Bandeira, antigo nº 5, e vendia artigos importados de cervejaria, como máquinas, aparelhos, malte, lúpulo, rolhas, garrafas, etc. Além disso, a firma importava vinho (seco, suave, branco e tinto) diretamente de Jerusalém, Palestina.

## Transporte e loteamento de terras
No dia 18 de agosto de 1886 o presidente da província Deodoro da Fonseca vendeu terras desocupadas, em Várzea do Agudo, ao capitão da Guarda Nacional e estancieiro Policarpo de Carvalho e Silva. Este, por sua vez, transferiu as terras à Sociedade João Gerdau & Cia, da qual eram sócios João Gerdau, Manuel Py e Antônio de Oliveira. A antiga estalagem de vendas da colônia serviu como sede para a negociação das terras.

## Lançamento no ramo industrial
Em 1901 João Gerdau e seu filho mais velho, Hugo Gerdau, adquiriram em Porto Alegre a decadente fábrica de pregos Pontas de Paris, que passou a se chamar João Gerdau & Filho. Utilizou-se na nova empresa a mesma organização societária da João Gerdau & Cia. A Gerdau & Filho foi fundada por noventa e cinco acionistas, entre eles Manuel Py e Antônio de Oliveira.
Em 1908 Gerdau adquiriu a pequena Fábrica de Móveis Navegantes, que existia desde 1893 em Porto Alegre, onde passou a fabricar os móveis vergados ao estilo vienense de Michael Thonet. A administração da fábrica de móveis Gerdau coube ao segundo filho, Walter Gerdau.
Com a morte de João Gerdau, o comando da firma coube ao seu filho Hugo Gerdau. Com o falecimento do mesmo em 2 de outubro de 1946, a chefia da empresa coube ao genro de Hugo, Curt Johannpeter, casado com sua filha Helda. Deste momento em diante houve um impulso nos negócios. Com a entrada de Johannpeter a metalúrgica Gerdau passou de pequena empresa do Rio Grande do Sul a uma das maiores fábricas do gênero na América Latina.

## Família
João Gerdau foi casado com Alvine Maria Sophie Gerdau, natural de Neuenfelde, no reino de Hanôver. Da união, nasceram quatro filhos, criados na colônia Santo Ângelo, dentro da cidade de Cachoeira do Sul:
- Martha Alwine Sophie Gerdau (5 de março de 1878 - 15 de março de 1878);
- Hugo Carl Wilhelm Gerdau (22 de março de 1879 - 2 de outubro de 1946);
- Walter Heinrich Gerdau (7 de março de 1881);
- Bertha Gerdau.

João Gerdau em 24 de novembro de 1917, seu corpo foi sepultado no Cemitério Evangélico de Porto Alegre.